# Megvii
Megvii Technology Limited ist ein chinesisches Technologieunternehmen mit Schwerpunkt auf Bilderkennung bzw. Maschinelles Sehen und Deep Learning.
Das in Peking ansässige Unternehmen entwickelt KI bzw. AI-Technik, d. h. Authentifizierungssoftware für Privatkunden und Behörden.
Sein Produkt Face++, das Teil des staatlichen CCTV-Programms Skynet ist, wird in 260 chinesischen Städten an öffentlichen Orten unter anderem zur Überwachung bzw. Kriminalitätsbekämpfung durch die chinesische Polizei genutzt.
Im Mai 2019 hatte Megvii Technology Limited einen Unternehmenswert von vier Milliarden US-Dollar.

## Unternehmensgeschichte
Das Unternehmen entstand im Jahr 2011 aus einer Kooperation dreier Absolventen der Tsinghua-Universität. Man entschied sich für den Namen Megvii, das für „Mega Vision“ stehen soll.
Das Kernprodukt des Unternehmens, Face ++, das Berichten zufolge neben dem Geschlecht das Alter identifiziert, ein Bewegungsprofil erstellen und Merkmale wie Leberflecken, Form der Ohrmuscheln und die Augenfarbe erkennen kann, wurde 2012 als erste Online-Gesichtserkennung in China eingeführt.
Die Software wird unter anderem von dem chinesischen Zahlungsanbieter und Smartphonehersteller Lenovo verwendet, um Kunden digital zu identifizieren.
Megvii hatte eigenen Angaben zufolge bis Mai 2019 mithilfe der Gesichtserkennung mehr als 400 Millionen Identitätsprüfungen für Zahlungen, Bankgeschäfte und andere Kunden bearbeitet.
2015 schuf Megvii Brain ++, eine Deep Learning-Engine, mit deren Hilfe die Algorithmen weiterentwickelt werden.
Megvii sammelte im Jahr 2016 100 Millionen US-Dollar und im Jahr 2017 insgesamt 460 Millionen US-Dollar an Investmentkapital.
In den Jahren 2017 und 2018 besiegte Megvii Google, Facebook und Microsoft bei Tests zur Bilderkennung auf der International Conference on Computer Vision.
2019 hat die US-amerikanische Regierung um Donald Trump im Zuge des Handelskonflikts zwischen den Vereinigten Staaten und der Volksrepublik China erwogen, Megvii auf eine schwarze Liste verbotener chinesischer Produkte zu setzen.
Im August desselben Jahres kündigte das Unternehmen seinen Börsengang an der Hongkonger Börse an. Zwei Monate zuvor erhielt das Unternehmen weitere 750 Millionen US-Dollar durch seinen Anteilseigner Alibaba.